# Президентские выборы в Габоне (1979)
Президентские выборы в Габоне проходили 30 декабря 1979 года, впервые отдельно от парламентских выборов. В соответствие с однопартийной системой, введённой президентом Омаром Бонго, он был единственным кандидатом на президентских выборах.

## Результаты
| Кандидат                           | Партия                             | Голоса  | %    |
| ---------------------------------- | ---------------------------------- | ------- | ---- |
| Омар Бонго                         | Габонская демократическая партия   | 725 807 | 100  |
| Недействительных/пустых бюллетеней | Недействительных/пустых бюллетеней | 236     | –    |
| Всего                              | Всего                              | 726 043 | 100  |
| Проголосовавших избирателей/Явка   | Проголосовавших избирателей/Явка   | 726 079 | 99,9 |
| Источник: Nohlen et al.            |                                    |         |      |